# Plataforma lateral

Plataformas laterales con un puente encima de ellas.

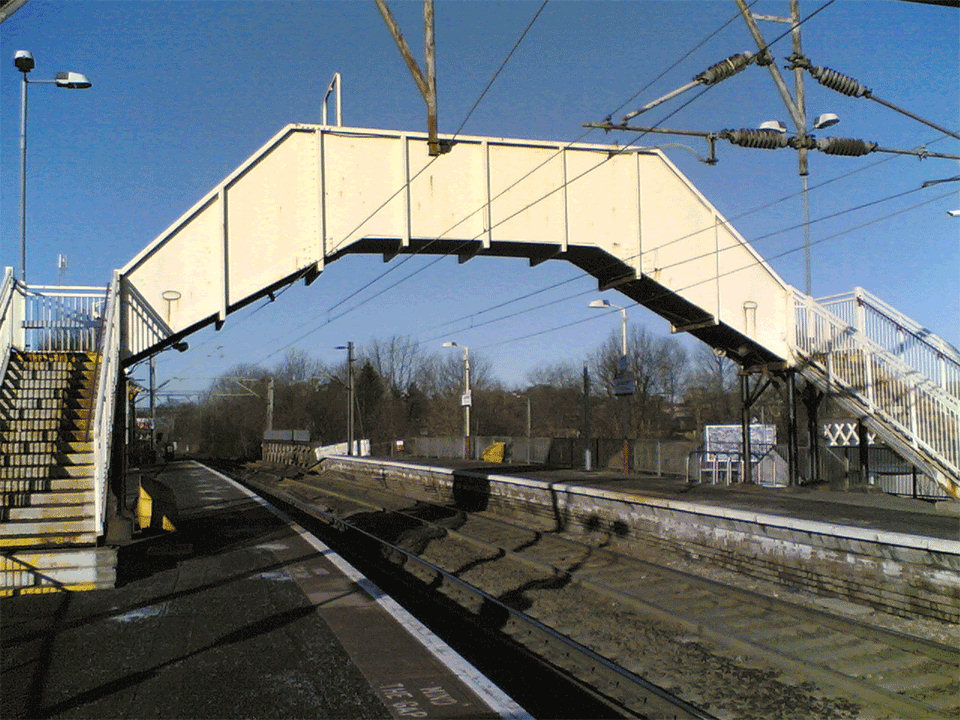
Estación de Jordanhill, en Escocia, con dos plataformas laterales, unidas por un puente superior.

Las plataformas ferroviarias en las estaciones de ferrocarriles en líneas dobles pueden ser plataformas laterales (conocidas también como andenes laterales) o plataformas centrales. En las plataformas laterales, los rieles centrales siguen igual, y no se pierde espacio cuando se requiere rotar los rieles para las vías centrales más anchas, algo que si se hacen en las plataformas centrales. Las plataformas laterales por lo general tienen acceso a calles de barrios. 
La distancia entre los rieles centrales suele ser de 4m, mientras que cada lado de las plataformas laterales es de 5 m de ancho. El uso de las plataformas laterales en las nuevas estaciones de trenes y metros puede estar limitado si la anchura de las plataforma es regulado.
Las estaciones más grandes pueden tener dos plataformas laterales con varias plataformas centrales. 